# Вольфсон, Гарри Острин
Гарри (Цви Гершель) Острин Вольфсон (англ. Harry Austryn Wolfson; 2 ноября 1887, Острино Виленской губернии — 20 сентября 1974, Нью-Йорк) — философ и историк, специалист по иудаике, общей и еврейской философии, автор многочисленных книг и статей.

## Биография
Вольфсон Цви Гершель родился в семье раввина Менделя Вольфсона и Сары Двойры Савицкой. В молодости учился в Слободской иешиве. В 1903 году эмигрировал в США вместе с семьёй. В 1908 году получил степень бакалавра Гарвардского университета. Преподавал в Гарвардском университете (1915–1958).

## Научные труды
- «Crescas' Critique of Aristotle: Problems of Aristotle's Physics in Jewish and Arabic philosophy» (1929)
- «The Philosophy of Spinoza: Unfolding the Latent Processes of His Reasoning» (1934)
- «Philo: Foundations of Religious Philosophy in Judaism, Christianity and Islam» (1947)
- «The Philosophy of the Church Fathers: Volume I Faith Trinity, Incarnation» (1956)
- «The Philosophy of the Kalam» (1976)
- «Repercussions of the Kalam in Jewish philosophy» (1979)